# 1310

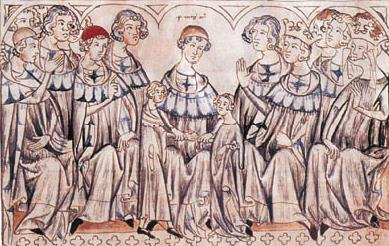
Huwelijk van Jan de Blinde van Luxemburg en Elisabeth van Bohemen

Het jaar 1310 is het 10e jaar in de 14e eeuw volgens de christelijke jaartelling.

## Gebeurtenissen
- 1 september - Jan de Blinde, zoon van koning Hendrik VII, trouwt met Elisabeth I van Bohemen.
- Met steun van de Mongolen nemen de Arabieren het Assyrische christelijke bolwerk Arbela in. Eenieder die niet als slaaf verkocht kan worden wordt afgemaakt.
- Frauenberg krijgt stadsrechten.
- De Sint-Nicolaaskerk in IJsselstein wordt ingewijd.
- oudst bekende vermelding: Kokejane, Opmeer

## Opvolging
- Bohemen - Hendrik van Karinthië opgevolgd door Jan de Blinde
- Bourbon - Beatrix opgevolgd door haar zoon Lodewijk I
- kanaat van Chagatai - Kebek opgevolgd door Esen Buqa I
- patriarch van Constantinopel - Nefon I als opvolger van Athanasius I
- Cyprus - Amalrik van Tyrus opgevolgd door zijn broer en voorganger Hendrik II
- Kleef - Otto opgevolgd door zijn halfbroer Diederik IX
- Luxemburg - koning Hendrik VII opgevolgd door zijn zoon Jan de Blinde
- Paderborn - Günther I van Schwalenberg opgevolgd door Diederik II van Itter

## Geboren
- 30 april - Casimir III, koning van Polen (1333-1370)
- 24 juni - Margaretha II, gravin van Henegouwen en Holland (1345-1354/1356), echtgenote van Lodewijk de Beier
- Jamyang Donyö Gyaltsen, Tibetaans geestelijke
- Jean d'Oisy, Zuid-Nederlands architect
- Johan I van Wittem, Brabants edelman
- Künga Gyaltsen Päl Sangpo, Tibetaans geestelijke
- Leonor Núñez de Guzmán, concubine van Alfons XI van Castilië
- Gil Álvarez Carrillo de Albornoz, Spaans kardinaal
- Guariento di Arpo, Italiaans schilder (jaartal bij benadering)
- Juan Fernández de Heredia, grootmeester van de Orde van Sint Jan (jaartal bij benadering)
- Urbanus V, paus (1362-1370) (jaartal bij benadering)

## Overleden
- 17 februari - Alexis Falconieri (~109), Italiaans monasticus
- 22 mei - Humilitas (~83), Italiaans monasticus
- 25 mei - Otto III van Karinthië, Duits edelman
- 1 juni - Margareta Porete, Frans mystica (brandstapel)
- 5 juni - Amalrik van Tyrus (~27), koning van Cyprus (1306-1310)
- 1 oktober - Beatrix van Bourbon, Frans edelvrouw
- 10 december - Stefanus I van Beieren (39), Duits edelman
- Burchard van Schwanden, grootmeester van de Duitse Orde
- Jan I Berthout van Berlaer, Brabants edelman
- Constantijn III, koning van Armenië (1299) (jaartal bij benadering)
- Sempad, koning van Armenië (1296-1298) (jaartal bij benadering)